# Kadri Göktulga
Kadri Göktulga (* 1. Januar 1904 in Istanbul; † 25. Oktober 1973 ebenda) war ein türkischer Fußballspieler und -funktionär. Durch seine lange Tätigkeit für Fenerbahçe Istanbul und als Eigengewächs wird er sehr stark mit diesem Verein assoziiert. Er war an mehreren wichtigen Erfolgen Fenerbahçes im Speziellen und des türkischen Fußballs im Allgemeinen beteiligt. So zählte er 1923 im General Harington Kupası zur Startelf Fenerbahçes. Er war in den 1970er Jahren bei Fenerbahçe als Vereinsfunktionär und Vizepräsident tätig.

## Spielerkarriere

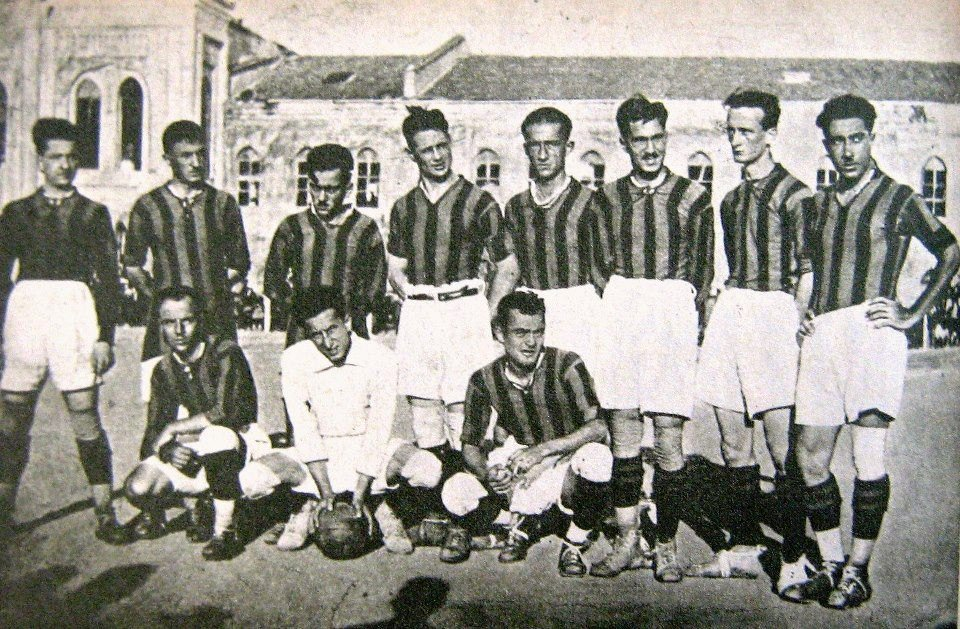
Fenerbahçe (1922/23), von links nach rechts: Hintere Reihe – Bedri Gürsoy, Zeki Rıza Sporel, Ömer Tanyeri, İsmet Uluğ, Sabih Arca, Cafer Çağatay, Fâhir Yeniçay, Kadri Göktulga, Fâhir Yeniçay
Vordere Reihe – Ragıp Mağden, Şekip Kulaksızoğlu, Alaattin Baydar.

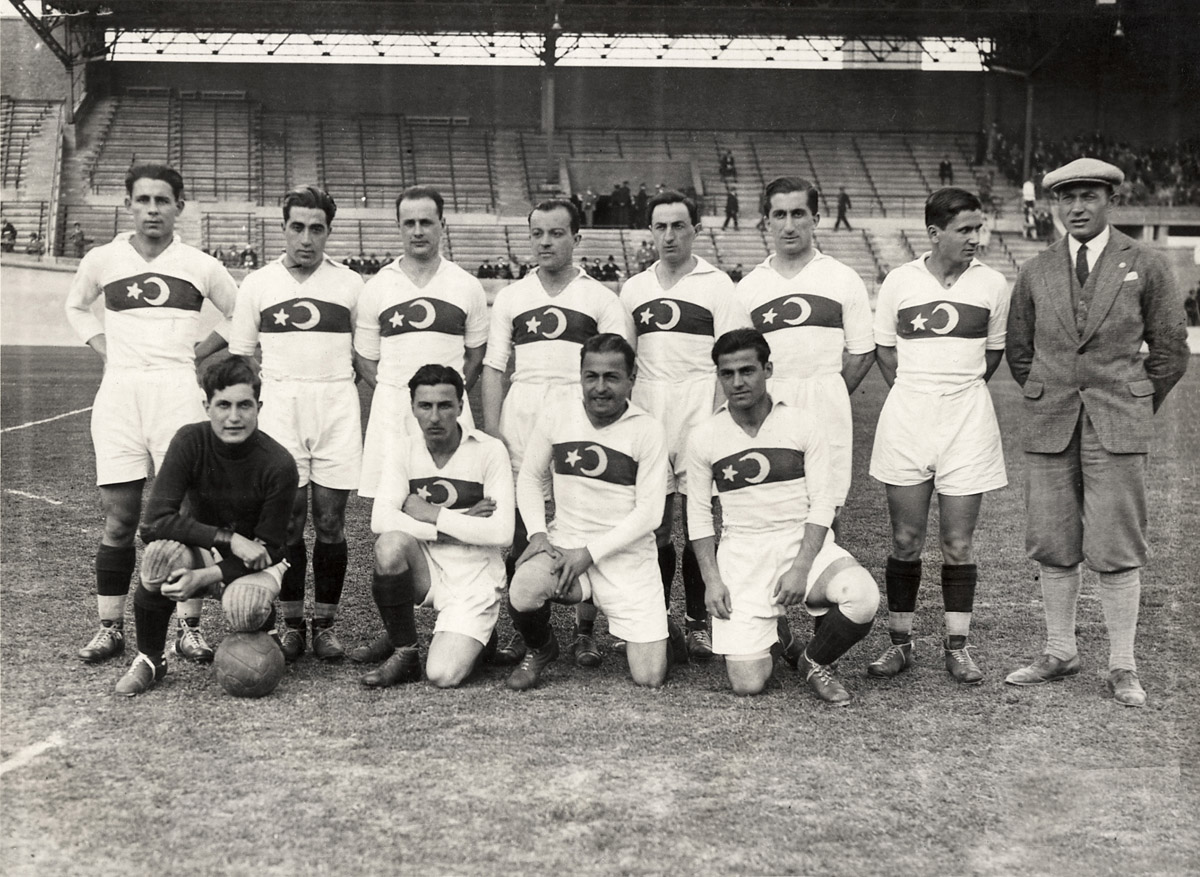
Die Türkische Fußballnationalmannschaft bei den Olympischen Sommerspielen 1928, von rechts nach links: Hintere Reihe – Burhan Atak, Kadri Göktulga, İsmet Uluğ, Alaattin Baydar, Zeki Rıza Sporel, Nihat Bekdik, Mehmet Leblebi, Béla Tóth
Vordere Reihe – Ulvi Yenal, Cevat Seyit, Bekir Refet, Muslihittin Peykoğlu.

### Vereine
Göktulga erlernte das Fußballspielen u. a. in der Nachwuchsabteilung von Fenerbahçe Istanbul. Nach dem Eintritt des Osmanischen Reiches in den Ersten Weltkrieg am 2. August 1914 wurden nach und nach alle Fußballspieler der ersten Mannschaft Fenerbahçes und auch der anderen Istanbuler Teams in den Kriegsdienst eingezogen. So rückten notgedrungen jüngere Spieler in die erste Männermannschaft auf. Unter diesen Spielern befand sich auch der junge Göktulga. Für die 1. Mannschaft Fenerbahçes begann Göktulga ab der Saison 1921/22 in der İstanbul Cuma Ligi (dt. Istanbuler Freitagsliga), der damals renommiertesten Liga des Landes, zu spielen. Diese Liga war die einzige, die zwischen den Jahren 1915 und 1918 ihren Spielbetrieb fortsetzte. Da aber das Osmanische Reich zu den Verlierermächten gehörte, wurde mit dem Ende des Ersten Weltkrieges die Hauptstadt Istanbul von Truppen der Briten, Franzosen und Italiener besetzt. Infolge der Kriegssituation und der anschließenden Besetzung Istanbuls wurde die Cuma Ligi nach dem Sommer 1918 nicht mehr fortgeführt. Die englischen Gruppen organisierten eigene Vereine und auch eine Liga. Durch die Besatzung schränkten nahezu alle einheimischen Vereine, bis auf Fenerbahçe, für etwa zwei Jahre ihre Tätigkeiten ein.
Während der Besatzungszeit gründeten die englischen und französischen Besatzungstruppen eigene Vereine und organisierten auch mehrere Ligasysteme. Bis auf Fenerbahçe lehnten es alle anderen türkischen Vereine ab, mit den Besatzermannschaften in einer Liga zu spielen. Fenerbahçe nahm sehr erfolgreich an diesen Ligen und Turnieren teil und gewann 60 der 68 Spiele gegen die Besatzerteams, spielte vier Mal unentschieden und verlor lediglich vier Partien. Dieser Umstand hatte zur Folge, dass die Popularität von Fenerbahçe unter der einheimischen Bevölkerung erheblich stieg und die Spiele zum Spiegelbild der angespannten Situation innerhalb der Stadt wurden. In diesem Umfeld nahm Fenerbahçe ab dem Sommer 1920 an der wieder eingeführten Freitagsliga teil. Göktulga kam in der zweiten Saison nach der Wiederaufnahme des Ligabetriebs, der Spielzeit 1921/22, in die Mannschaft. Nachdem in dieser Spielzeit die Meisterschaft an den Erzrivalen Galatasaray Istanbul vergeben wurde, gewann Göktulga mit Fenerbahçe die Meisterschaft der Spielzeit 1922/23. Diese Meisterschaft, in der Fenerbahçe zwölf Spiele bestritt, erreichte die Mannschaft ungeschlagen und ohne Gegentor.
Vor dem Ende der Besatzung Istanbuls organisierte der Befehlshaber aller Besatzungstruppen Istanbuls, General Charles Harington Harington, ein nach ihm benanntes Pokalspiel, den General Harington Kupası. Für dieses Spiel, auf dessen Sieg Harington sehr großen Wert legte, organisierte er höchstpersönlich ein Auswahlturnier innerhalb der Besatzermannschaften, an denen die Mannschaften Irish Guards, Grenadiers Guards und Coldstream Guards teilnahmen. Nach den Turnierspielen wählte er aus diesen drei Mannschaften die aus seiner Sicht geeigneten Spieler aus. Zusätzlich ließ er extra für dieses Spiel aus den in Ägypten und Gibraltar stationierten britischen Truppen vier Profifußballspieler nach Istanbul holen. Aus all diesen Fußballspielern ließ er eine Mannschaft aufstellen, die er Coldstream Guards taufte. Anschließend ließ er in einer Tageszeitung die Annonce drucken, dass die Coldstream Guards die türkischen Mannschaft herausfordere und diese mit beliebiger Zusammenstellung im General Harington Kupası gegen sie antreten könne. Auf diese Zeitungsannonce antwortete Fenerbahçe damit, dass sie lediglich mit ihrem Kader die Herausforderung annehmen werden. So traten beide Teams am 29. Juni 1923 im Taksim-Stadion gegeneinander an. Göktulga zählte bei diesem historischen Spiel zur Startelf seiner Mannschaft. Das prestigeträchtige Spiel entschied Fenerbahçe mit 2:1 für sich und sorgte bei der einheimischen Bevölkerung für große Freude.
Mit dem Ende der Besatzung Istanbuls und der Staatsgründung der modernen Türkei wurde auch der Fußball in Istanbul reformiert. Nachdem zuvor in einigen Spielzeiten mehrere Istanbuler Ligen wie Freitagsliga und Sonntagsliga parallel existierten und miteinander konkurrierten, wurde im Sommer die İstanbul Futbol Ligi (dt. Istanbuler Fußballliga) eingeführt. Diese Liga ersetzte bzw. vereinigte alle vorherigen Ligen und sorgte dafür, dass alle bekannten Istanbuler Vereine in der gleichen Liga spielten. Göktulga nahm mit seiner Mannschaft fortan an dieser Liga teil und spielte bis zum Sommer 1931 für Fenerbahçe in dieser Liga, ohne einmal die Meisterschaft gewinnen zu können. Lediglich in der Spielzeit 1924/25 nahm er mit seinem Verein nicht am Wettbewerb dieser Liga teil. In der Saison 1929/30 wurde er mit seinem Team Meister dieser Liga und zählte damit zu jenem Kader, welcher diesen Titel zum ersten Mal für Fenerbahçe holen konnte. In dieser Saison gewann Göktulgas Mannschaft auf den İstanbul Şildi, ein Istanbuler Fußballturnier. Nachdem sein Verein in der Saison 1930/31 die Titelverteidigung verfehlt hatte, beendete Göktulga seine Karriere.

### Nationalmannschaft
Obwohl Göktulga zuvor kein Spiel für die Türkische Nationalmannschaft absolviert hatte, wurde er in das Turnierkader für die Olympischen Sommerspiele 1924 nominiert. Während dieses Turniers gab er in der Partie gegen die Tschechoslowakische Nationalmannschaft sein Länderspieldebüt. Fortan gehörte Göktulga vier Jahre lang zu den regelmäßig nominierten Spielern seines Teams.
Mit der Türkischen Nationalmannschaft nahm Göktulga noch an den Olympischen Sommerspielen 1928 teil. Insgesamt absolvierte er zehn Länderspiele.

## Funktionärskarriere
Im März 1970 wurde er ins Kabinett vom Klubpräsidenten Faruk Ilgaz gewählt und war u. a. als Vizepräsident aktiv. Im August 1967 trat er von seinem Amt als Vereinsfunktionär von Fenerbahçe zurück.

## Erfolge
Mit Fenerbahçe Istanbul
- Meister der İstanbul Cuma Ligi: 1922/23
- Meister der İstanbul Futbol Ligi: 1929/30
- Sieger im İstanbul Şildi: 1929/30
- General Harington Kupası: 1923

Mit der türkischen Nationalmannschaft
- Teilnahme an den Olympischen Sommerspielen: 1924, 1928